# 클래식 산책
《이재준의 클래식 산책》은 CBS 파워라디오에서 방송하고 있는 클래식 전문프로그램이다.
2013년 4월부터 방송을 시작하여 지금까지 방송 중이다. CBS 파워라디오 앱을 다운 받으면 방송을 청취할 수 있다. 또한 방송사에서 송출하고 있는 팟캐스트 방송 《이재준의 클래식 산책》을 통해서도 방송을 청취할 수 있다.

## 진행자
- 이재준 아나운서 (남)

## 방송 시간
- 요일 - 월~금요일
- 시간 - 22:00~22:30 [데일리 방송]

## 시그널 음악
- 시그널 : Nocturne No.2 in E flat, Op.9 No.2